# Robie House
Frederick C. Robie House je vila postavená v prérijním stylu nacházející se v chicagské čtvrti Hyde Park. Od 28. listopadu 1963 je to národní historická americká památka Spojených států amerických. Stavba navržená architektem Frankem Lloyd Wrightem byla dokončena v roce 1909. Je proslulá jako nejlepší příklad prvního amerického architektonického stylu – prérijní architektury. V roce 2014 byla rezidence nominována na zápis do seznamu UNESCO. Dům je zapsán v katalogu moderní architektury mezinárodní organizace Iconic Houses, která sdružuje mimořádná díla světových architektů, architektonicky významné domy, domy umělců a ateliéry z 20. století přístupné veřejnosti jako domovní muzea.
Pro stavbu je charakteristická červená římská cihla, ze které je postavena.

## Historie
Dům byl navržen pro úspěšného podnikatele Fredericka C. Robieho, jeho manželku Lauru Hieronymusovou a jejich dvě děti. Pozemek, na kterém rezidence stojí, je naproti Chicagské univerzity; manželé se chtěli účastnit společenského života vysoké školy. V domě rodina přibližně 16 let bydlela, poté do roku 1958 sloužil pro Chicago Theological Seminary, až do roku 1997 zde sídlila místní univerzita. V současnosti je rezidence spravována Frank Lloyd Wright Preservation Trust a je otevřena jako muzeum.

## Odkazy

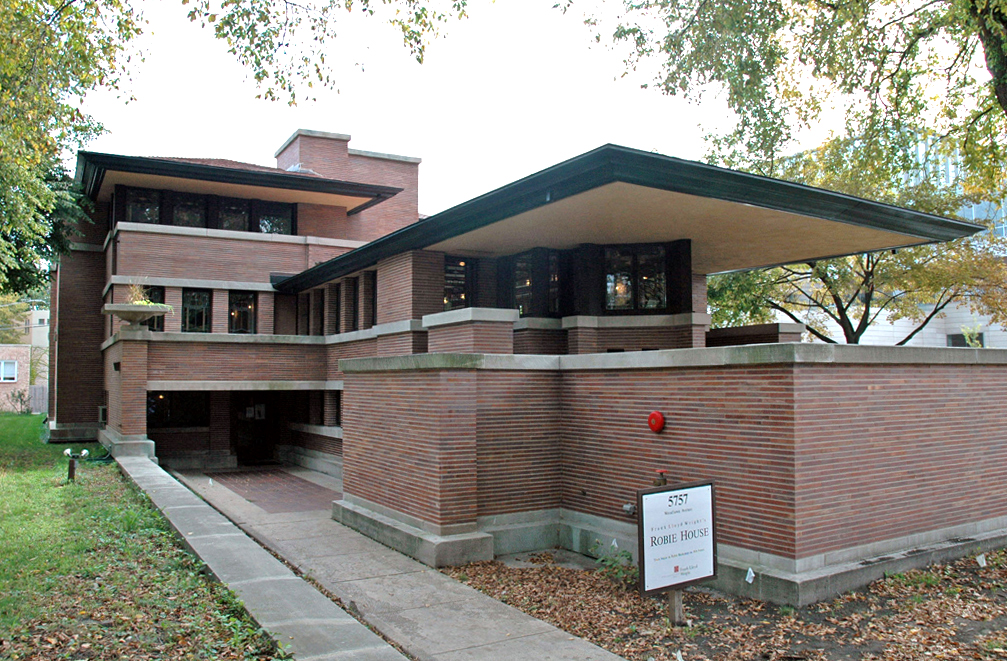

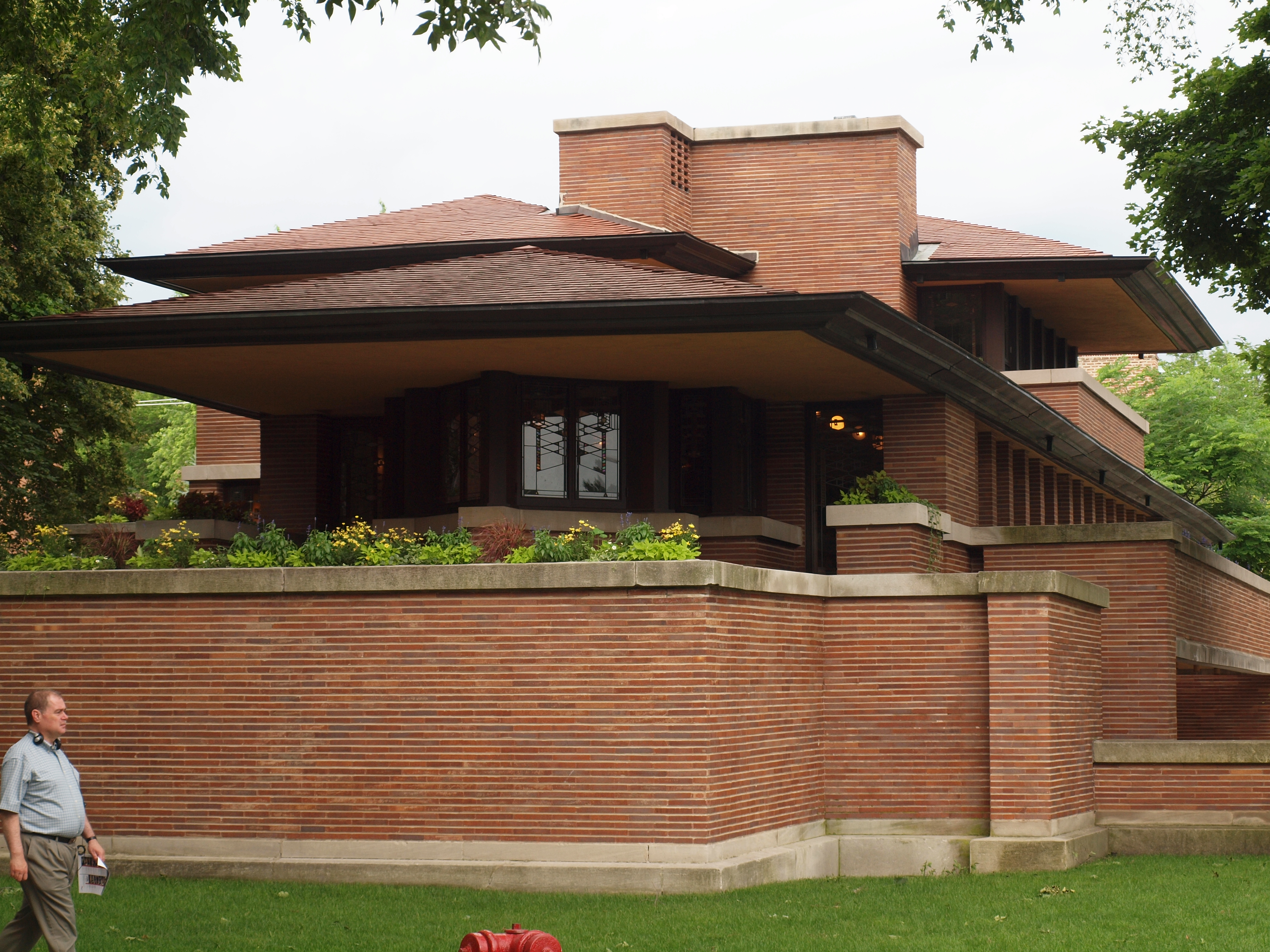
Detail vily